# Auf anderen Wegen
Auf anderen Wegen is een nummer van de Duitse zanger Andreas Bourani uit 2014. Het is de tweede single van zijn tweede studioalbum Hey.
Het nummer is een ballad die gaat over een relatie die stukloopt. De ik-figuur in het nummer wil van zijn echtgenote scheiden, omdat ze uit elkaar groeien. "Auf anderen Wegen" werd een grote hit in het Duitse taalgebied. Het haalde de 4e positie in Duitsland.